# Retrat

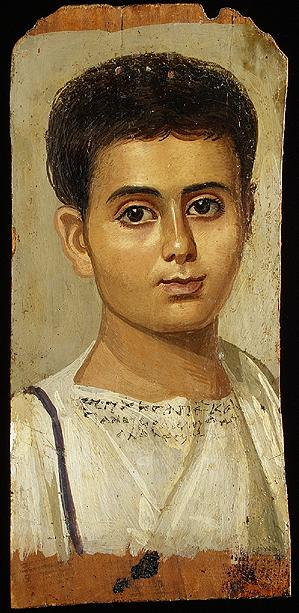
Retrat funerari d'un jove de la província romana d'Egipte de l'antiga Roma

Un retrat és la representació de la fisonomia d'una persona. El dibuix, la pintura o la fotografia són els mitjans més emprats per a la consecució d'un retrat. S'anomena retrat el gènere artístic que engloba el conjunt d'obres d'art que descriuen l'aspecte físic d'un personatge. Els subgèneres són l'autoretrat i la caricatura.
Els retrats compleixen diferents funcions. Els retrats de dirigents, en política se solen usar com a símbol de l'estat. En la majoria dels països és habitual en el protocol que hi haja un retrat del cap d'estat en tots els edificis públics. Si s'abusa d'aquest tipus de retrats pot ser un símptoma de culte a la personalitat. Existeix també la voluntat de perpetuar el record d'una persona i de crear una imatge històrica del comitent.
El retrat apareix en el segle v aC sobre les monedes dels reis perses. L'ús es va expandir sobretot des de la mort d'Alexandre Magne. Va conèixer un desenvolupament considerable en l'època romana. En l'edat mitjana, es va seguir realitzant retrats en les monedes. Durant el Quattrocento italià, es van fer efígies tant en medallons com en monedes. El costum de l'efígie en medalló va ser inaugurada per Pisanello el 1439.
En cert sentit, limita les possibilitats creatives de l'artista, per mantenir la semblança amb el subjecte del natural: potser per açò alguns artistes no es van adaptar a practicar el retrat com, per exemple, Miquel Àngel. En realitat, el retrat no és una mera reproducció mecànica dels trets (com una màscara de cera modelada sobre el rostre o una impressió fotogràfica), sinó que entra en joc, per a definir-se com a tal, la sensibilitat de l'artista, que interpreta els trets segons el seu gust i les característiques de l'art de l'època en la qual opera. Van existir artistes que van practicar àmpliament i de manera quasi exclusiva el retrat i civilitzacions senceres que van rebutjar el retrat com a «figura presa del natural» (com l'art grec arcaic i clàssic). La presència o absència del retrat fisonòmic en determinades civilitzacions (àdhuc comptant amb mitjans artístics suficients per a produir-los) no és una simple qüestió de gust cap a una o altra forma artística, sinó que hi van intervenir condicions mentals i ideològiques particulars que es reflectien en el desenvolupament i les condicions de la societat en la qual operaren els artistes.
La segona accepció seria aqueixa descripció que es fa de les qualitats d'una persona, en particular dins d'una obra literària.
| «                     | El retrat, un gènere aparentment tan modest, requereix una immensa intel·ligència (...) Quan veig un bon retrat, intueixo el gran esforç de l'artista per veure, primer, el que hi ha davant seu i, després, per endevinar el que està amagat (...) Un bon retrat sempre em sembla com una biografia dramatitzada, o més aviat com el drama natural inherent a cada ésser humà. | » |
| — Charles Baudelaire. | |   |

## Evolució del retrat
Retrat intencional

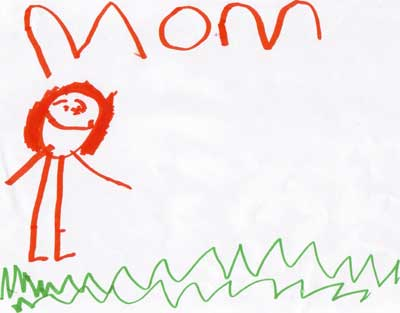
Retrat «intencional» infantil. La individualització ve proporcionada només pel nom, Mom, això és, «mama»

L'impuls de retratar i fixar una determinada persona és un tret espontani i primordial i es manifesta de la manera més ingènua atribuint un nom a una imatge genèrica, com ocorre amb els dibuixos dels xiquets. Es pot parlar en aquest cas de retrat intencional. Quan, a aquest tipus de retrat, se li connecten una sèrie de valors que uneixen la imatge a l'individu, sovint en l'àmbit religiós, es parla de «retrat simbòlic».
Retrat tipològic
Un segon estadi del retrat és aquell en què, si bé la representació encara no s'assembla al subjecte individual, estan presents una sèrie d'elements que circumscriuen la representació genèrica a una certa categoria d'individus, facilitant-ne la identificació (per exemple, atributs particulars, descripció del vestuari, objectes relacionats amb el subjecte o la seua classe social, etc.): el retrat tipològic, sovint acompanyat de la inscripció del nom.
Retrat fisonòmic
Per a parlar d'un autèntic retrat, ha d'existir una individualització del personatge a partir de la imitació dels trets individuals, sense altre artifici. Es tracta del retrat fisonòmic, que es compon de dos estrats relacionats: la representació dels trets somàtics i la recerca de l'expressió psicològica de l'individu. L'últim pas va ser el resultat de fixar en l'efígie un judici moral sobre la persona retratada, triant-ne una actitud particular a fixar, un gest, una expressió.
Retrat de reconstrucció
És el que fa un artista que no ha vist ni ha conegut el subjecte que vol retratar i intenta, sobre la base de les informacions que posseeix i la seua sensibilitat, recrear-lo, siga en la fisonomia, siga en la psicologia, segons el concepte que s'ha format sobre aqueixa personalitat determinada. És el cas típic dels retrats de grans personatges del passat dels quals no s'ha transmès la imatge (per exemple, retrats d'Homer o dels apòstols). Ja que tals imatges són fruit de la invenció i les circumstàncies del temps que es van realitzar, és freqüent que per a la mateixa personalitat històrica es tinguen retrats reconstruïts molt diferents.

## Història
Les arrels del retrat es remunten a la prehistòria, malauradament resten pocs vestigis d'aquells moments. En l'art de les antigues civilitzacions del Creixent Fèrtil, hi ha nombroses representacions de déus, reis i emperadors, però acostumen a ser retrats poc naturalistes i molt estilitzats. Entre els primers retrats de civils, hi ha els retrats funeraris que s'han conservat gràcies al clima sec de la governació d'el Faium a Egipte. Són les úniques pintures de l'era romana que han sobreviscut fins als nostres dies, a banda de les pintures al fresc.
L'art del retrat va descloure en les escultures romanes, en les quals els retratats sol·licitaven retrats realistes, encara que no els afavorissin. Durant el segle iv, el retrat va cedir terreny en favor de la idealització de l'aspecte del retratat. Els retrats realistes van reaparèixer durant l'alta edat mitjana, a Borgonya i França.
El Renaixement va marcar un moment decisiu en la història del retrat. En part, pel baix interès pel món natural i en part per l'alt interès en les cultures clàssiques de l'antiga Grècia i Roma.

## Retrat escultòric

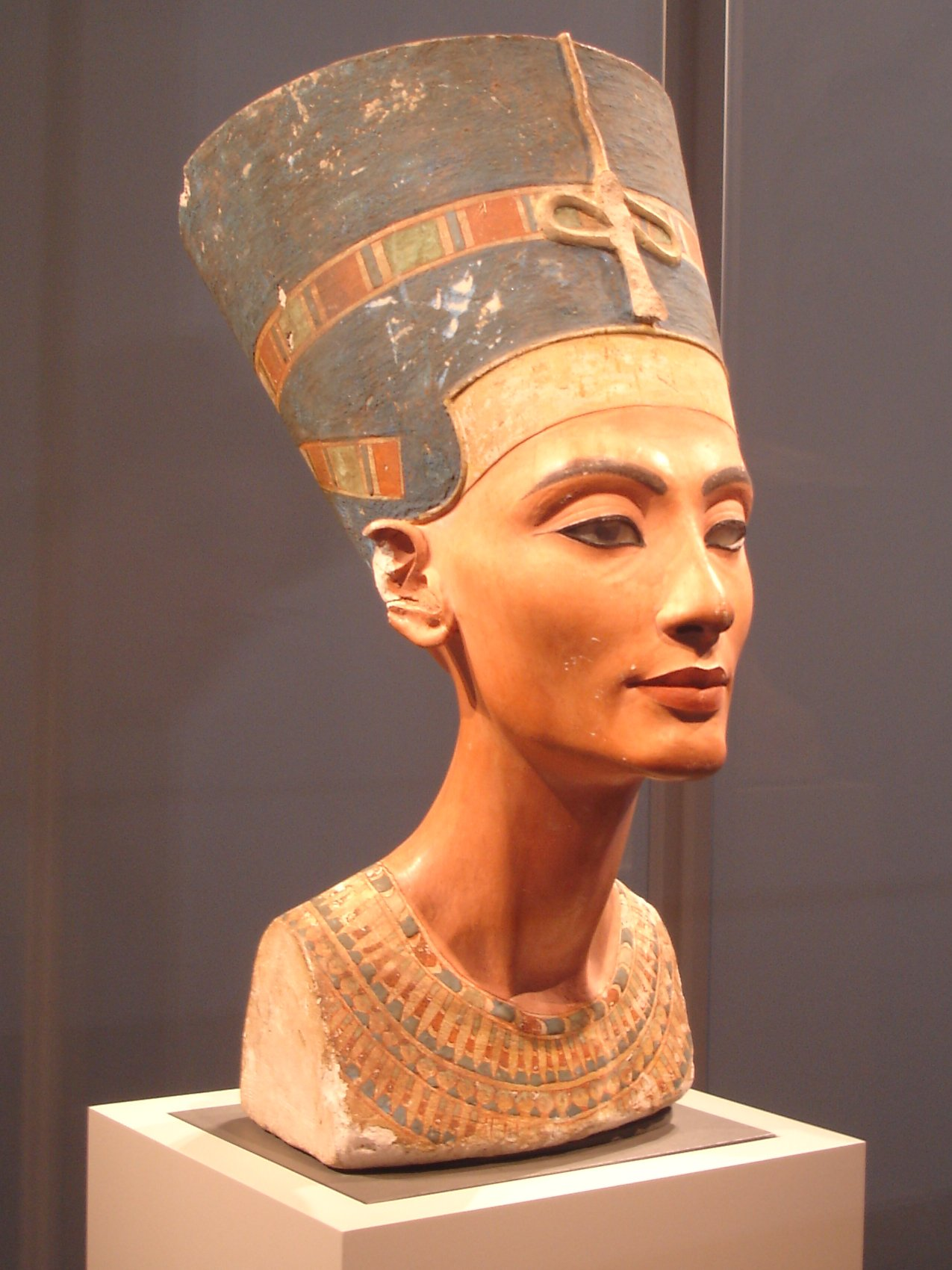
Retrat de la reina Nefertiti, Berlín

Els primers retrats de la història van ser escultures. Les mateixes fases que acompanyen l'evolució de la producció d'un retrat des de la producció infantil a l'edat adulta es troben també en la història de l'art. Els cranis humans trobats a Jericó, on els trets es recreen amb guix i els ulls amb conquilles, manifesten la voluntat de reconstruir la persona del difunt, però són retrats plenament intencionals, en tant que estan lligats a esquemes del tot genèrics, malgrat l'auxili de l'estructura òssia subjacent. Segurament, les primeres representacions humanes tenien unes implicacions màgiques i sagrades que eren la motivació de les representacions. La creença que la imatge s'uneix indissolublement amb allò que retrata i que roman, per exemple, en l'àmbit negatiu, com en aquells ritus que es reserven a les imatges dels adversaris, tractaments funests, segons supersticions encara romanen en la vida camperola i pastoral.
L'antic Egipte és un exemple típic de cultura que, tenint plens mitjans tècnics, va evitar la producció de retrats fisonòmics, almenys durant la major part de la seua història artística. Moltes figures indicaven, amb l'aposició de diversos noms, personatges diversos, compresos els retrats dels sobirans, en els quals el nom tenia un valor significatiu que valia pels trets fisonòmics, mentre que no falten exemples de sobirans representats com bous o lleons. Buscar el realisme es considerava un objectiu menyspreable i contingent, adequat per a representar escenes de la vida quotidiana de les classes inferiors. El «retrat tipològic» roman en auge, encara que amb alguns accents de diferenciació fisonòmica deguda al particular procediment dels escultors d'elaborar a partir de màscares en guix modelades amb relleu a Creta amb els trets del difunt. Només en l'Imperi Nou, després de la reforma religiosa d'Amenofis IV, es van produir a Egipte autèntics retrats fisonòmics, amb accents psicològics, com els nombrosos retratsd'Akhenaton i Nefertiti. Aquest parèntesi es tanca de cop i es retorna a la tradició i als «retrats per tipologia». Durant la tardana dinastia saïta (663-525 aC), es produeix una nova volta al retrat verídic, però és una adequació fisonòmica superficial, lligada més al virtuosisme tècnic que a la presència de valors que es volen expressar. Després de la conquesta grega, el retrat egipci va perdre les característiques pròpies per a entrar en el corrent hel·lenístic.
També dins de l'escultura s'evoluciona cap a l'autoretrat. El primer artista del qui es coneix el nom és l'escultor del faraó egipci Akhenatn, anomenat Bac (cap al 1365 aC), si bé es creu que els autoretrats són tan antics com l'art rupestre.

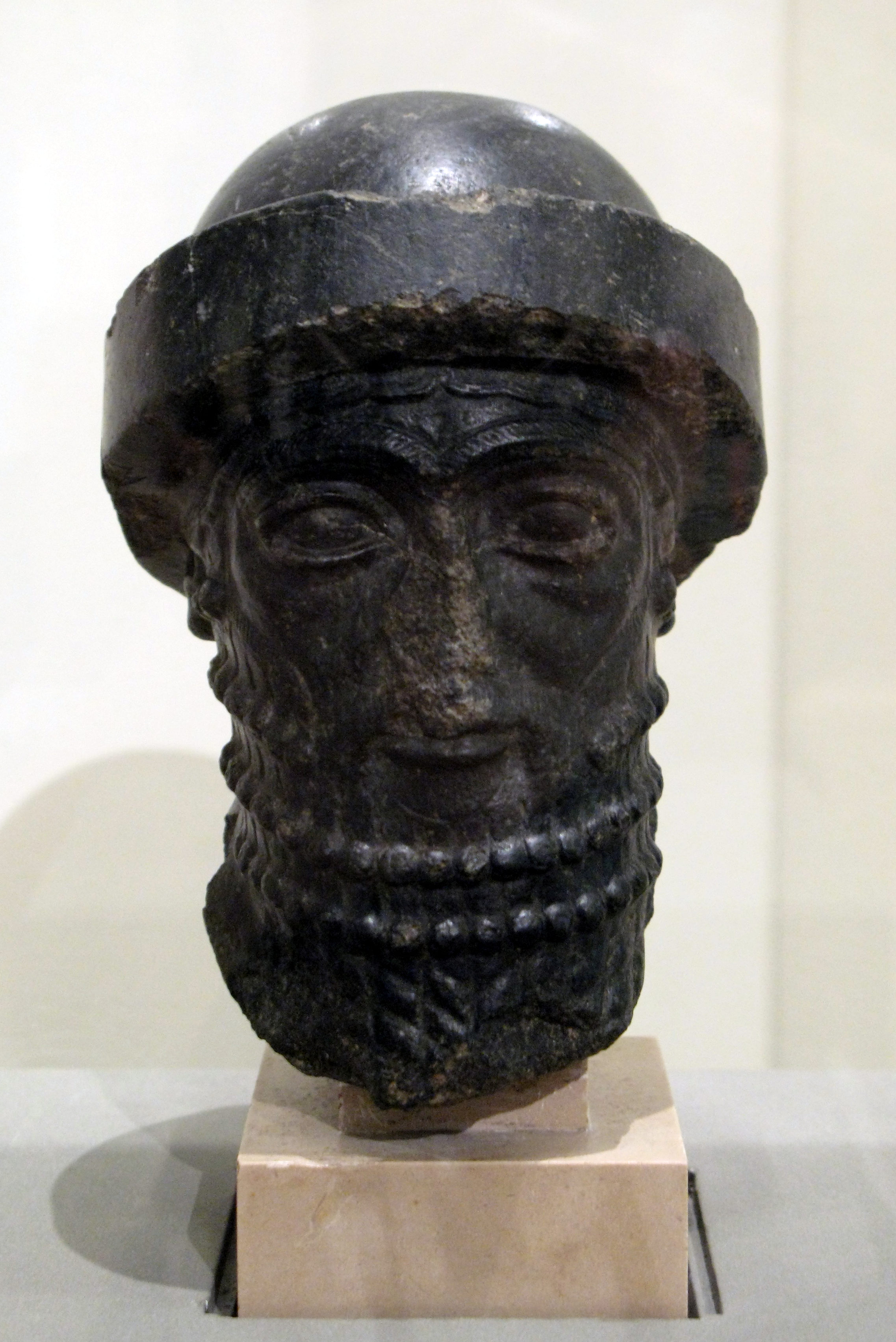
Cap reial sumeri, al Louvre

A Mesopotàmia fins a l'època sumèria, hi ha una producció genèrica de retrats «intencionals» (distingibles només pel nom imprès), «tipològics» (en els quals es distingeixen alguns atributs d'una classe d'individu), semblants als egipcis però dotats de major llibertat ideològica que caracteritzava la societat de l'època. Entre les millors obres que han sobreviscut, es troben alguns retrats de sobirans, impregnats d'un esquematisme que pretenia evidenciar abans de res la majestat del sobirà i el seu refinament, per exemple el d'Hammurabi (1728 - 1686 aC), del qual queda el cap conservat en el Louvre, en embalum rodó, caracteritzat per una excepcional plasticitat del rostre, amb les galtes inflades, la boca menuda i altres elements que revelen una intenció fisonòmica. Durant la posterior dominació assíria, particularment dura, la tendència a la fisonomia desapareix completament, tornant a models fixos diferents sols per la inscripció del nom, freturosos fins i tot dels atributs tipològics.
Només en el període aquemènida (558-480 aC), es produeix una nova humanització de les efígies reials, però el veritable pas endavant es dona en la producció de monedes, potser obra d'artistes grecs, que des de finals del segle v aC presenten retrats fisonòmics que semblen manifestar-se precoçment respecte a la mateixa Grècia (molt caracteritzada és la de Tisafernes o la dels statere de Cízic). No és clar encara si les diferències entre l'una i l'altra, juntament amb alguns atributs del poder (capell, bigoti, barba), es deuen a veritables divergències fisonòmiques o a les diverses mans que es van ocupar de l'encunyació.

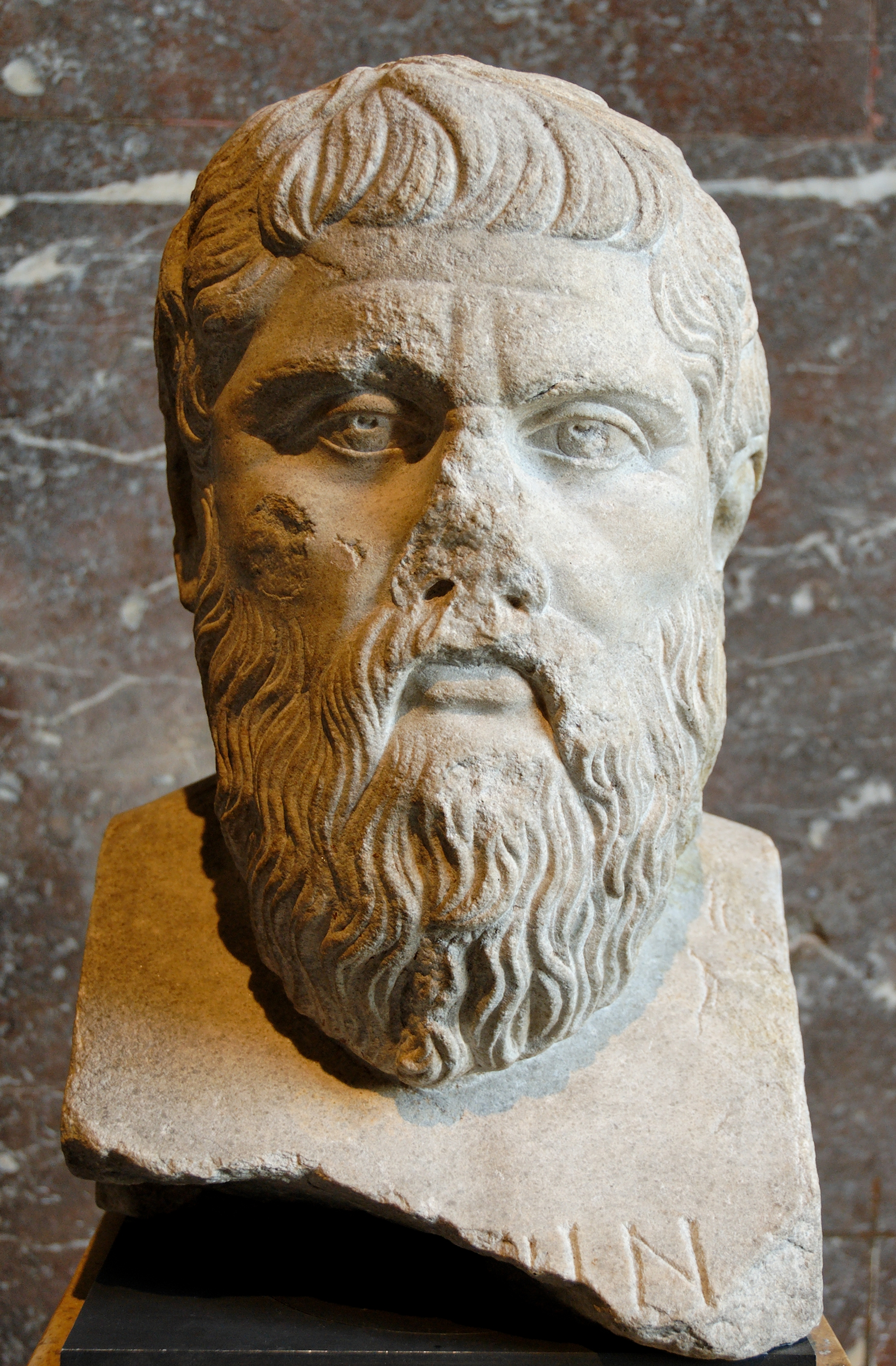
El retrat de Plató de Silani, al Louvre

La creació d'un autèntic retrat fisonòmic és obra de la civilització grega. Es coneix la retratística grega sobretot per les còpies romanes. El retrat grec té com a punt de partida l'àmbit religiós, però a diferència de les civilitzacions orientals, els grecs no tenien intermediaris amb la divinitat, sinó una relació directa i humana. Les primeres estàtues humanes com el kouros i la kore van servir per a representar els oferents d'un santuari o un difunt sobre la seua tomba de manera impersonal, simbòlica, com la de les esteles funeràries del període arcaic (fins al 480 aC). En les inscripcions, va emergir progressivament el concepte de representació individual en obra d'art: dels noms de les persones que representen o de les seues paraules en primera persona, es va passar a afegir els noms dels escultors per a arribar a l'expressió verbal més concreta: «estàtua de, imatge de» o «mnena ('record') de».
Les representacions eren genèriques, com es veu en la dels estrategs i per als atletes existien les estàtues «icòniques», en què s'especificaven algunes característiques físiques com l'alçada o l'edat, però la representació personal hi estava absent. L'únic retrat de l'època que es pot anomenar fisonòmic, si bé no encara realista a causa de la idealització, és el de Plató de Silanion, conegut gràcies a còpies de l'època romana.
Per a arribar al veritable retrat fisonòmic s'ha d'acudir a mitjan segle iv aC, encara que no se sap com n'és l'exemple més antic: un herma de Temístocles que ha arribat mitjançant una còpia d'Ostia, realitzada en vida cap al 480-460 aC, o la imatge de Pausànies, rei d'Esparta (464-460 aC), o les obres en gran part desconegudes de Demetri d'Alopece. La tradició tardana narra que Fídies fou criticat per haver inserit el seu autoretrat en la decoració escultòrica del Partenó, identificada pels estudiosos en la figura de Dèdal, de marcada individualitat, encara que propera al centaure de la metopa 9.

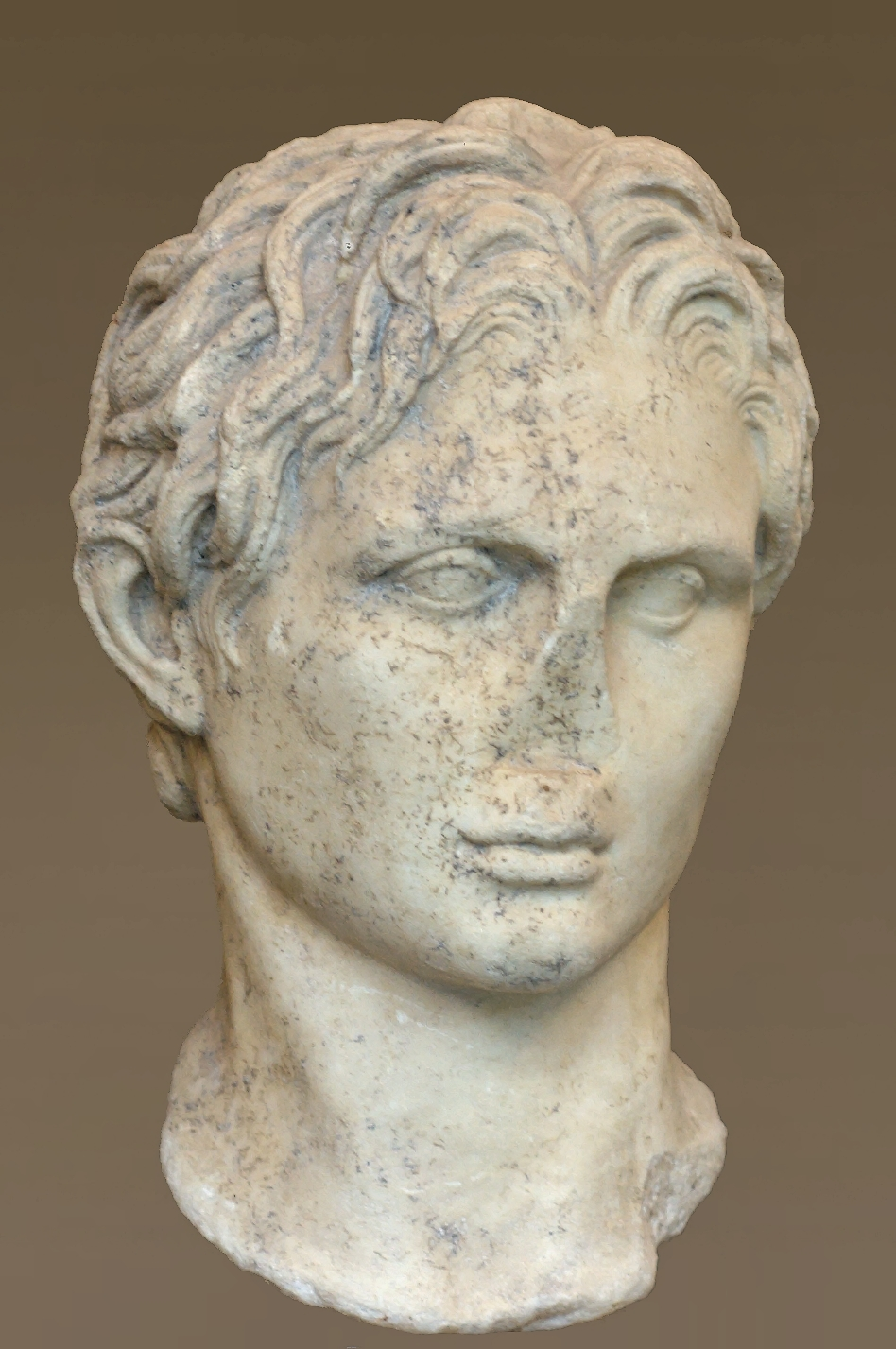
Lisip: retrat d'Alexandre Magne

La gran personalitat de Lísip i les canviants condicions socials i culturals van fer que se superaren les últimes reticències cap al retrat fisonòmic i s'arribara a representacions fidels als trets somàtics i del contingut espiritual dels individus en època hel·lenística, com pot veure's en els retrats d'Alexandre el Magne. A Lísip o als seus seguidors, s'atribueixen els retrats d'Aristòtil, el reconstruït de Sòcrates del tipus II, i el d'Eurípides de tipus «Farnesio», en els quals està present una forta connotació psicològica coherent amb els mèrits de la vida real dels personatges.
Entre els segles II i I aC, es desenvolupà àmpliament el retrat fisonòmic, no reservat només a sobirans i personatges destacats, sinó també a simples particulars. Es difongueren el retrat honorífic i el funerari.
L'art del retrat va florir en les escultures romanes, en les quals els retratats demanaven retrats realistes, fins i tot si no els afavorien. L'origen d'aquests retrats està probablement en l'època hel·lenística. En l'art romà, es distingeix entre el retrat honorífic públic i el privat, lligat al culte dels avantpassats.
L'ús de les efígies dels avantpassats es remunta a l'inici de la república. Però, tals imatges no eren encara de l'estil realista típic de l'època de Sul·la, veritable moment de separació amb el retrat hel·lenístic. L'exasperació de la realitat en el retrat romà, l'anomenat «retrat romà republicà» va començar a principis del segle i aC i va durar fins al segon triumvirat (43-32 aC), període que coincideix amb una forta exaltació de les tradicions i la virtut dels patricis, contra el moviment dels Gracs i l'avanç de la força de les plebs fins a la Guerra social (91-88 aC). S'assisteix, en definitiva, a una presa de convivència del valor de la gens, que es reflecteix en els retrats. L'estil d'aquestes obres és sec i minuciós, i reflecteix la pell castigada pel pas del temps i les dures condicions de la vida tradicional camperola.

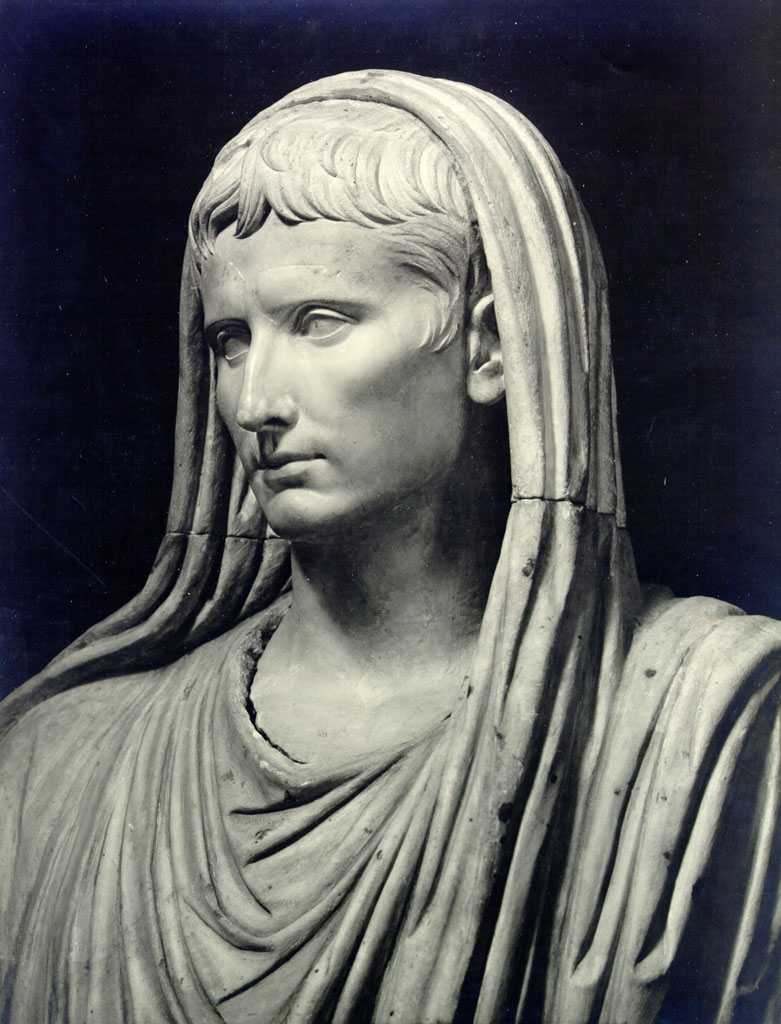
August de via Labicana

L'art de l'època d'August es va caracteritzar per l'auge del classicisme. En el retrat, es va produir una fusió del tipus oficial i del tipus privat, amb la concepció neoàtica que veia en la representació una sòbria idealització que fóra superior a l'esfera de la contingent quotidianitat del realisme. La dualitat dels tipus de retrat es reflecteixen en l'exemple de dos retrats de Vespasià, l'un expressivament vulgar (Ny Carlsberg Glyptotek) i l'altre d'aristocràtica intel·lectualitat (Museu Nacional Romà, núm. 330). Amb Trajà, es consumà la fusió entre el retrat privat i el públic. En l'expressió del sobirà, s'accentua l'actitud de l'home de comandament militar, l'energia, la resolució, però el retrat continua sent humà, real. Durant el segle iv, el retrat va cedir terreny en favor de la idealització de l'aspecte del retratat. Només cal comparar els retrats de Constantí I el Gran i Teodosi I.
Durant l'edat mitjana, el canvi en els interessos de les representacions va fer desaparèixer novament l'art del retrat. La mentalitat cristiana tendia a negar la importància de la individualitat de les persones, preferint el símbol, per la qual cosa es donava el «retrat tipològic». En ser absent un element «burgès» que infonguera valors laics d'afirmació de l'ésser humà quant a tal, en la senzillesa de la seua existència terrenal, la necessitat de fixar les autèntiques fisonomies es va esvair inexorablement. Ha d'esperar-se a la baixa edat mitjan, quan va reaparèixer en l'escena europea una mena de burgesia, per a veure el retorn dels fonaments humanístics i racionals que van permetre la producció de retrats. Probablement, tals condicions s'havien verificat ja en la cort de Frederic II Hohenstaufen, però no s'han conservat testimoniatges segurs de retrats.
El més antic retrat fisonòmic realista d'un personatge vivent després de l'època clàssica va ser el Retrat de Carles I d'Anjou d'Arnolfo di Cambio (1277). Els retrats realistes van reaparèixer a Borgonya i França.
El Renaixement va ser un punt significatiu en l'evolució de l'art del retrat pel renovat interès cap al món natural, l'ésser humà i l'expressió clàssica de l'art romà. El retrat tingué així una important funció social, tant esculpit, amb busts o caps, com pintat. Tingué notable difusió el retrat de bust fins a l'esquena, sobretot a Florència (Mino da Fiesole, Andrea del Verrocchio) i a Nàpols (Francesco Laurana).